# 존 다우네임
존 다우네임(1571년 - 1652년) 런던 출신의 영국의 청교도 목회자이며 1640년에 두각을 나타내었는 데, 웨스트민스터 총회와 깊이 연관이 있다.

## 재물관
다우네임은 청교도의 재물관에 대하여, 얼마나 많은 재산을 가져야 하는가? 라는 질문에 절제(temperance, moderation)를 강조하였다. 가난과 부의 중간에 해당하는 황금비율을 가짐으로 하나님을 망각하고, 종교를 떠나고, 세속화되는 것을 막고자 함이다.

## 출판과 저서

### 출판과 편집
- 토머스 서튼의 <로마서 11장에 대한 강의> (1632)
- 그의 형제 조지 다우네임의 <기도에 관한 논문> (1640)
- J. 헤이돈의 < 사람의 악함과 하나님의 선함> (1647)
- 대주교인 제임스 어셔의 < 신학의 총론 >(1647)
- < 구약과 신약의 모든 책들에 관한 주요 노트모음>(1645년)

### 저서
- The Summary of Sacred Divinity Briefly and Methodically Propounded.(1630?)
- Guide to Godlynesse : 이 책에서 한 여인이 도박카드와 거울과 극장 가면을 벗어던지고 회개하는 장면이 등장한다. 이것은 그 당시, 만연했던 율법폐기론주의를 반영하며 이에 대하여 존 다우네임이 반박을 한 예로 들 수 있다.[2]

| “ | 신학은 하나님깨 영광을 돌리는 교리인데 두가지로 나뉜다. 첫째는 하나님에 관한 것이고 둘째는 임마누엘 즉 하나님이 우리와 함께 있다는 것이다. | ” |

1. ↑  Ryken, Leland. (1986). 《Worldly saints : the Puritans as they really were》. Grand Rapids, Mich.: Academie Books. 64쪽. ISBN 0-310-32500-5.
2. ↑  Fesko, J. V., 1970-. 《The theology of the Westminster standards : historical context and theological insights》. Wheaton, Illinois. 244쪽. ISBN 978-1-4335-3311-2.
3. ↑  Fesko, J. V., 1970-. 〈3〉. 《The theology of the Westminster standards : historical context and theological insights》. Wheaton, Illinois. 71쪽. ISBN 978-1-4335-3311-2.